# تشوكوفو
تشوكوفو (بالبلغارية: Чуково)‏ قرية تقع إدارياً ضمن بلدية دريانوفو ‏ في بلغاريا. ويبلغ عدد سكانها 17 نسمة حسب تعداد 15 مارس 2015. تعتمد تشوكوفو للبريد على الرمز البريدي 5370.